# Owain Fôn Williams
Owain Fôn Williams (Penygroes, 17 de março de 1987) é um futebolista profissional galês que atua como goleiro, atualmente defende o Inverness.

## Carreira
Owain Fôn Williams fez parte do elenco da Seleção Galesa de Futebol da Eurocopa de 2016.